# Systropha punjabensis
Systropha punjabensis là một loài Hymenoptera trong họ Halictidae. Loài này được Batra & Michener mô tả khoa học năm 1966.